# J. Franklin Bell

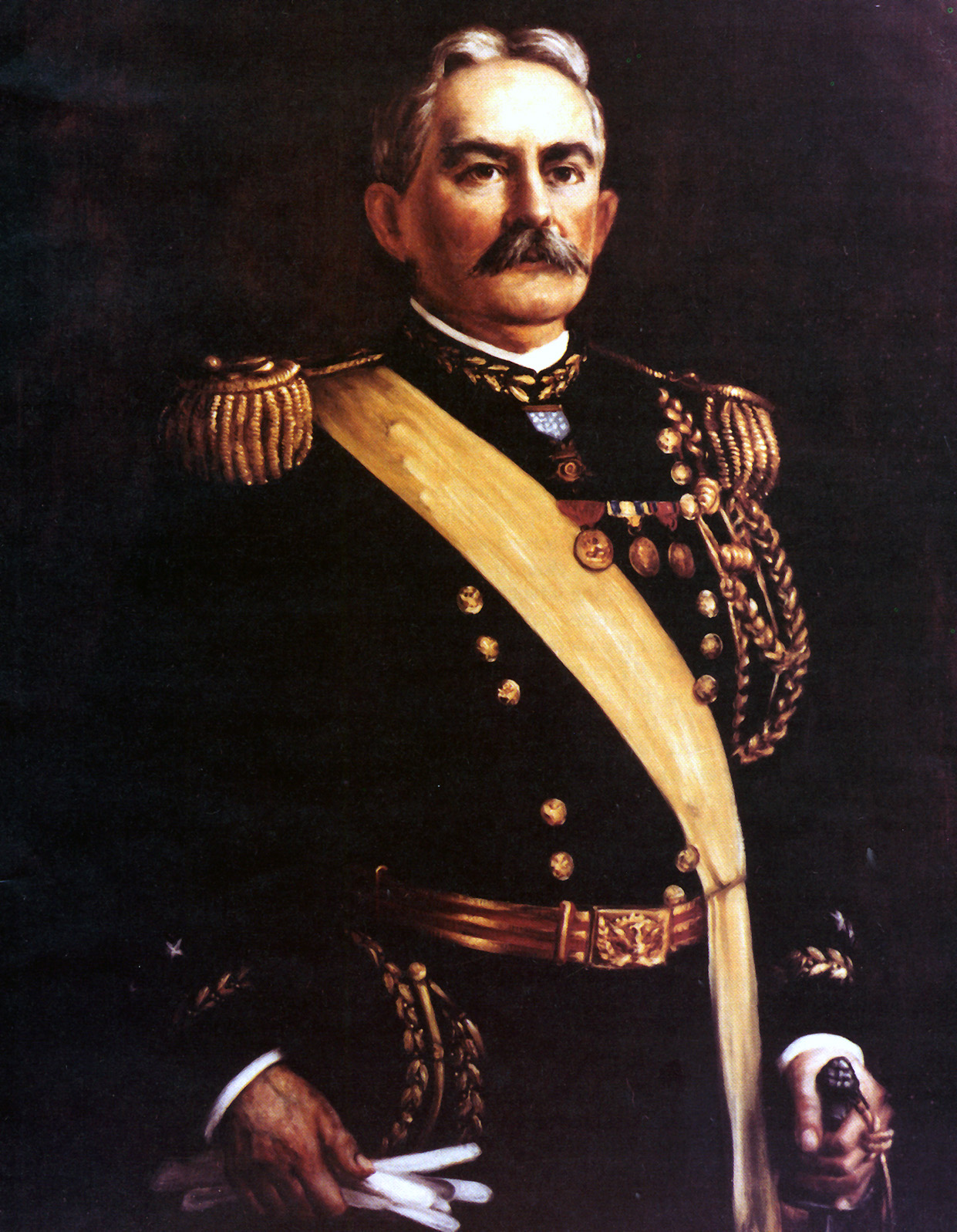
Generalmajor J. Franklin Bell (Gemälde von Adrian Lamb, 1973)

James Franklin Bell (* 9. Januar 1856 in Shelbyville, Shelby County, Kentucky; † 8. Januar 1919 in Manhattan, New York City) war ein US-amerikanischer Generalmajor der US Army, der unter anderem zwischen 1906 und 1910 Chef des Generalstabes des Heeres (Chief of Staff of the Army) war. Für seine militärischen Verdienste im Philippinisch-Amerikanischen Krieg wurde ihm 1899 die Medal of Honor verliehen,  die höchste militärische Auszeichnung der amerikanischen Regierung.

## Leben

### Philippinisch-Amerikanischer Krieg und Medal of Honor
Bell, Sohn von John Wilson Bell und dessen Ehefrau Sarah Margaret Allen Bell, begann nach dem Schulbesuch eine militärische Ausbildung an der US Military Academy in West Point, die er 1878 abschloss. Im Anschluss wurde er Offizier bei der Kavallerie und wurde zunächst als Leutnant (Second Lieutenant) zu dem im Fort Abraham Lincoln stationierten 7. Kavallerieregiment (7th Cavalry Regiment) versetzt. Nach achtjähriger Dienstzeit während der Indianerkriege war er zwischen 1886 und 1889 Instrukteur für Militärwissenschaft und Taktik an der Southern Illinois Normal University und kehrte im Anschluss zum 7. Kavallerieregiment, das während einer Beurlaubung von ihm am 29. Dezember 1890 das Massaker von Wounded Knee durchführte, bei dem 300 wehrlose Angehörige verschiedener Sioux-Indianerstämme von Angehörigen des 7. US-Kavallerie-Regiments ermordet wurden. Am Tage dieses Massakers wurde er zum Oberleutnant (First Lieutenant) befördert und nahm 1891 an verschiedenen Einsätzen in der Pine Ridge Reservation teil. Im darauf folgenden Jahr wurde er 1892 Instrukteur an der Schule für Kavallerie und Leichte Artillerie (Cavalry and Light Artillery School) in Fort Riley, an der er kurz darauf Adjutant und schließlich Sekretär der Schule wurde.
1894 wurde Bell in den Stab von General James William Forsyth versetzt, dem Kommandeur des Militärbezirks von Kalifornien (Department of California). Danach folgte im Juli 1897 die Versetzung ins Fort-Apache-Reservat sowie im Februar 1898 in die Vancouver Barracks, ehe er kurz darauf zum Judge Advocate General’s Corps abgeordnet und am 17. Mai 1898 zum Major der Freiwilligentruppe ernannt wurde. Zu Beginn des Philippinisch-Amerikanischen Krieges wurde er am 2. März 1899 zum Hauptmann (Captain) der regulären US Army befördert und zu dem von General Wesley Merritt kommandierten VIII. Korps (VIII Corps) versetzt. Kurz darauf wurde er Chef der Kundschafter (Chief of Scouts) im Stab von General Arthur MacArthur und dann am 5. Juli 1899 zum Oberst der Freiwilligentruppe ernannt. Als solcher war er Kommandeur des 36. Freiwilligen Regiment (36th US Volunteer Infantry Regiment) und führte seine Einheit am 9. September 1899 in einem Einsatz bei Porac auf Luzon gegen philippinische Einheiten. Dabei gelang ihm die Festsetzung von sieben Feinden mit seiner Pistole sowie die Befreiung eines Hauptmanns sowie zweier Gefreiter seines Regiments in einem Bambusdickicht. Für seine Tapferkeit wurde ihm am 11. Dezember 1899 die Medal of Honor verliehen,  die höchste militärische Auszeichnung der amerikanischen Regierung. Zugleich wurde er zum Brigadegeneral der Freiwilligentruppe ernannt. 

### Chief of Staff of the Armyund Aufstieg zum Generalmajor

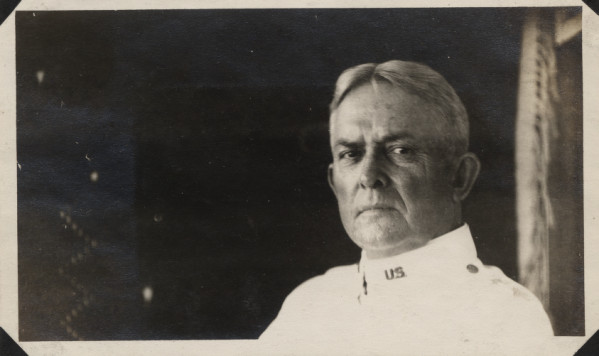
Generalmajor J. Franklin Bell (1915)

Im Anschluss war Bell Militärgouverneur verschiedener Provinzen auf Luzon sowie zeitweise Chef der Militärpolizei (Provost Marshal) von Manila und wurde am 19. Februar 1901 zum Brigadegeneral (Brigadier General) des regulären US-Heeres befördert. Im Juli 1903 kehrte er in die USA zurück und löste Oberst Charles W. Miner als Kommandant des US Infantry and Cavalry School in Fort Leavenworth ab. Auf diesem Posten verblieb er bis April 1906 und wurde dann von Brigadegeneral Charles Badger Hall abgelöst.
Bell selbst übernahm am 15. April 1906 von Generalmajor John C. Bates den Posten als Chef des Generalstabes des Heeres (Chief of Staff of the Army). Als solcher wurde er am 3. Januar 1907 zum Generalmajor der regulären US Army befördert. Am 22. April 1910 übernahm Generalmajor Leonard Wood den Posten als Chief of Staff of the Army, während Bell auf die Philippinen zurückkehrte und zwischen 1911 und 1914 Kommandeur des dortigen Militärbezirks (Philippine Department) war. Danach war er von 1914 bis 1915 Kommandeur der in Texas City stationierten 2nd Division sowie im Anschluss zwischen 1915 und 1917 Kommandeur des Militärbezirks West (Western Department). Dieses Kommando beendete er 1917 vorzeitig nach dem Kriegseintritt der USA in den Ersten Weltkrieg für die Durchführung von Ausbildungslehrgängen bei der neu aufgestellten 77. Infanteriedivision (77th Infantry Division). Im Anschluss nahm er von 1917 bis 1918 an einer Beobachtermission in Frankreich teil.
Nach seinem Tode am 8. Januar 1919 wurde Bell, der mit Sarah Buford Bell verheiratet war, auf dem Nationalfriedhof Arlington beigesetzt. Ihm wurde posthum die Army Distinguished Service Medal (1919) sowie das Distinguished Service Cross (1925) verliehen.

## Auszeichnungen
Auswahl der Auszeichnungen, sortiert in Anlehnung der Order of Precedence of Military Awards:
- Medal of Honor
- Distinguished Service Cross (posthum)
- Army Distinguished Service Medal (posthum)